# Райзер Давид Якович
Давид Якович Райзер (12 січня 1904, місто Каховка Дніпровського повіту Таврійської губернії, тепер Херсонської області — 24 грудня 1962, місто Москва) — радянський діяч, міністр будівництва підприємств важкої індустрії СРСР, міністр будівництва підприємств металургійної та хімічної промисловості СРСР. Кандидат у члени ЦК КПРС у 1952—1961 роках.

## Життєпис
Народився в міщанській родині годинникаря.
У 1921—1922 роках — завідувач столу особового складу Херсонської губернської продовольчої комісії; статистик Херсонського губернського статистичного бюро.
У 1922—1923 роках — студент Кримського університету.
З травня по вересень 1923 року — технік на будівництві Севастопольської електростанції.
У 1923—1927 роках — студент Одеського політехнічного інституту (з жовтня 1924 року навчався на вечірньому відділенні), за спеціальністю інженер-будівельник.
Одночасно у 1924—1926 роках — технік Одеського управління електростанцій і трамваїв (трамвайного депо). У 1926 році працював техніком на будівництві водогону в місті Ростові-на-Дону.
У 1926—1928 роках — інженер-проєктувальник Одеського окружного комунального відділу.
У 1928—1931 роках — інженер, виконавець робіт, заступник начальника будівельного відділу, помічник головного інженера з промислового будівництва на будівництві Новотрубного заводу «Південьсталь» у місті Маріуполі.
У 1931—1934 роках — старший інженер доменного цеху, будівельник мартенівського цеху, начальник і головний інженер будівництва мартенівського цеху «Магнітобуду» в місті Магнітогорську.
У 1934—1936 роках — головний інженер будівництва металургійного заводу імені Дзержинського в місті Дніпродзержинську (Кам'янському).
У 1936—1937 роках — начальник Управління капітального будівництва та заступник начальника з будівництва Головного управління важкої промисловості Народного комісаріату важкої промисловості СРСР.
У 1937—1939 роках — заступник начальника 2-го Головного управління Народного комісаріату оборонної промисловості СРСР із капітального будівництва.
У 1939—1940 роках — начальник сектора капітального будівництва та начальник Головного управління капітального будівництва Народного комісаріату суднобудівної промисловості СРСР.
Член ВКП(б) з 1939 року.
У 1940—1946 роках — заступник народного комісара чорної металургії СРСР із капітального будівництва — начальник Головного управління із капітального будівництва Народного комісаріату чорної металургії СРСР.
У січні — березні 1946 року — 1-й заступник народного комісара із будівництва підприємств важкої індустрії СРСР.
У березні 1946 — 29 травня 1950 року — заступник міністра будівництва підприємств важкої індустрії СРСР.
29 травня 1950 — 15 березня 1953 року — міністр будівництва підприємств важкої індустрії СРСР.
У березні 1953 — квітні 1954 року — 1-й заступник міністра будівництва СРСР.
19 квітня 1954 — 10 травня 1957 року — міністр будівництва підприємств металургійної і хімічної промисловості СРСР.
У 1957—1958 роках — міністр будівництва Казахської РСР.
З лютого 1958 року — персональний пенсіонер союзного значення.
У 1959 — 24 грудня 1962 року — радник Державного комітету у справах будівництва (Держбуду) Ради міністрів СРСР.
Помер 24 грудня 1962 року. Похований в Москві на Новодівочому цвинтарі.

## Нагороди
- чотири ордени Леніна (25.01.1954,)
- орден Трудового Червоного Прапора
- медалі